# Slavko Mihalić
Slavko Mihalić (16. března 1928, Karlovac – 5. února 2007) byl chorvatský básník. Spolu s Ivanem Slamnigem patří k významným osobnostem chorvatské poválečné poezie.
Mihalić byl středoškolsky vzdělán a po dokončení svých studií pracoval jako technický kreslič a novinář. V padesátých letech se rozhodl studovat filozofii v Záhřebu. Během studií začal být literárně činný.
Jako experimentátor dokázal v 50. letech prolomit ledy nepříliš dlouhého období socialistického realismu v jugoslávské, potažmo chorvatské literatuře. Jeho aktivity neušly pozornosti tehdejší literární elity, která se shromažďovala okolo časopisu Krugovi (tzv. Krugovaši). Mihalićova tvorba se vyznačovala řadou filozofických, či existencialistických motivů; častými tématy byly strach, osamělost, smrt, bezmocnost atp. Mihalić patřil také k jedněm ze signatářů Deklarace o názvu a postavení chorvatského spisovného jazyka, která odstartovala tzv. Chorvatské jaro na konci 60. let. Nebyl významněji antikomunisticky zaměřen, avšak na druhou stranu s komunistickým režimem příliš nesympatizoval, byť čas od času zastával některou z oficiálních funkcí.

## Tvorba (do r. 2005.)
- Komorna muzika, Záhřeb 1954.
- Put u nepostojanje, Záhřeb 1956.
- Početak zaborava, Zagreb 1957.
- Darežljivo progonstvo, Zagreb 1958.
- Godišnja doba, Záhřeb 1961.
- Ljubav za stvarnu zemlju, Záhřeb 1964.
- Prognana balada, Kruševac 1965.
- Jezero, Bělehrad 1966.
- Izabrane pjesme, Záhřeb 1966.
- Posljednja večera, Záhřeb 1969.
- Vrt crnih jabuka, Záhřeb 1972.
- Orfejeva oporuka, Záhřeb 1974.
- Krčma na uglu, Trst-Koper 1974.
- Petrica Kerempuh, u starim i novim pričama, Záhřeb 1975.
- Klopka za uspomene, Záhřeb 1977.
- Izabrane pjesme, u: Pet stoljeća hrvatske književnosti, knj. 164, Záhřeb 1980.
- Pohvala praznom džepu, Záhřeb 1981.
- Atlantida, Beograd 1982.
- Tihe lomače, Záhřeb 1985.
- Iskorak, Záhřeb 1987.
- Izabrane pjesme, Záhřeb 1988.
- Mozartova čarobna kočija, Záhřeb 1990.
- Ispitivanje tišine, Záhřeb 1990.
- Zavodnička šuma, Záhřeb 1992.
- Baršunasta žena, Záhřeb 1993.
- Karlovački diptih, Karlovac 1995.
- Približavanje oluje, Záhřeb 1996.
- Pandorina kutija, Záhřeb 1997.
- Sabrane pjesme, Záhřeb 1998.
- Akordeon, Záhřeb 2000.
- Močvara, Záhřeb 2004.
- Posljednja večera, Vinkovci 2005.

V roce 1996 byl za celoživotní dílo vyznamenán chorvatskou Cenou Vladimira Nazora.